# Herbert Neumann (Ingenieur)
Wolfgang Johannes Herbert Neumann (* 27. Oktober 1898 in Gleiwitz; † 1973 in Karl-Marx-Stadt) war ein deutscher Ingenieur und Hochschullehrer im Textilmaschinenbau.

## Leben und Wirken
Nach dem Schulbesuch studierte Neumann Maschinenbau an den Technischen Hochschulen in München und Breslau mit dem Abschluss als Diplom-Ingenieur. Danach war er ab 1926 als Konstrukteur für Textilveredlungsmaschinen bei der Firma C. G. Haubold AG in Chemnitz tätig. 1946 wurde er Lehrer für Textilmaschinenbau an den Technischen Lehranstalten Chemnitz und baute dort das im Zweiten Weltkrieg zerstörte Laboratorium für Textilmaschinenbau wieder auf.
1955 wurde er als Dozent mit der Wahrnehmung einer Professur an der Hochschule für Maschinenbau in Karl-Marx-Stadt beauftragt. 1957 erhielt er die Professur mit Lehrauftrag und 1959 die Professur mit Lehrstuhl am Institut für Textilmaschinenkonstruktion und Technologie der Faserstoffe an der Technischen Hochschule Karl-Marx-Stadt. Gleichzeitig wurde er Direktor dieses Instituts.
Er beschäftigte sich vor allem mit der Konstruktion von Textilmaschinen und mit der Technologie von Spinnerei- und Webereimaschinen.

## Ehrungen
- 1961: Verdienter Techniker des Volkes
- 1963: Vaterländischer Verdienstorden in Bronze